# João Afonso Telo de Meneses, conde de Ourém

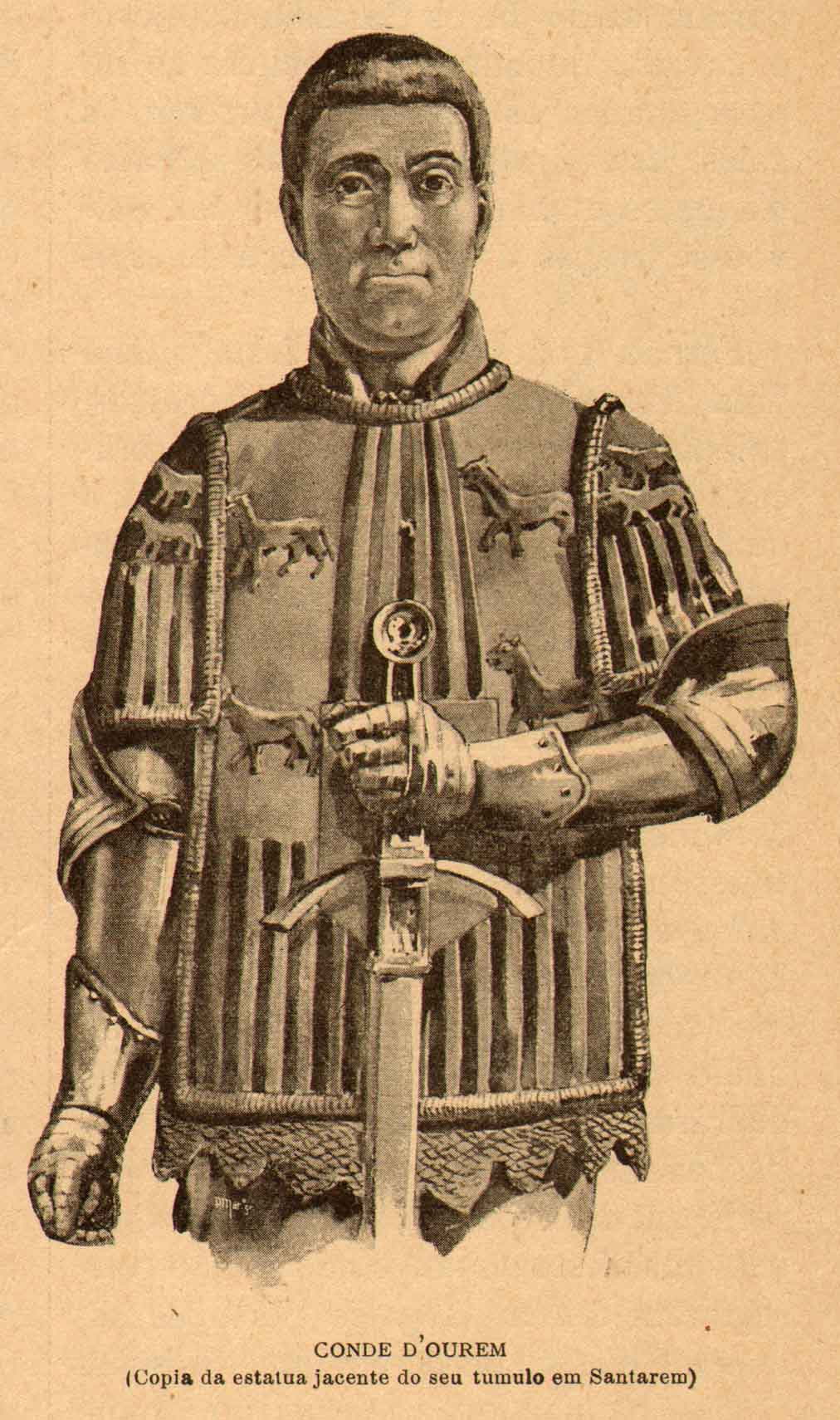
Retrato do Conde de Ourém, por Alfredo Roque Gameiro, baseado na estátua jacente do seu túmulo, em Santarém

D. João Afonso Telo de Meneses (? – dezembro de 1381), nobre português, 1.º Conde de Ourém (título criado por Fernando I de Portugal em seu favor cerca de 1370) e, ainda antes, o 4.º conde de Barcelos.
Era tio da rainha D. Leonor Teles de Meneses, e foi o ancestral da casa dos condes e marqueses de Vila Real, tendo sido avô de Pedro de Meneses, 1.º Conde de Vila Real.
Foi o fundador do Convento da Graça, como sua Igreja da Graça, na cidade de Santarém onde se encontra sepultado na Capela-Mor.

## Relações Familiares
Foi filho de D. Afonso Teles Raposo e de Berengária Lourenço de Valadares, filha de Lourenço Soares de Valadares e de D. Sancha Nunes de Chacim.
Casou com Guiomar Lopes Pacheco (? – depois de 1404), filha de D. Lopo Fernandes Pacheco, 7.º Senhor de Ferreira de Aves, e de sua segunda mulher, D. Maria Rodriguez de Vilalobos, de quem teve: 
1. Afonso Telo de Meneses (? - ?), 5.º Conde de Barcelos,[4]
2. João Afonso Telo de Meneses (? - 1384), 1.º Conde de Viana do Alentejo, que casou com Maior de Portocarreiro,  2.ª Senhora de Vila Real,
3. D. Leonor de Meneses, que casou com D. Pedro de Castro, 1.º Senhor de Cadaval.